# Права человека в Йемене
Ситуация в области прав человека в Йемене довольно сложная. Силы безопасности несут ответственность за применение пыток, бесчеловечное обращение и даже внесудебные казни. Но согласно информации посольства Йемена в США, в последние годы наблюдается некоторое улучшение, правительством подписан ряд международных договоров по правам человека, и даже на должность министра в области прав человека назначена женщина Вахиба Фэра. Другие источники указывают, что многие проблемы сохраняются, что реформы не были выполнены в полном объеме и что злоупотребления приняли ещё бо́льшие масштабы, особенно в области прав женщин, свободы прессы, пыток и жестокости полиции. Имеют место произвольные аресты граждан, особенно на юге, а также произвольные обыски домов. Длительное досудебное содержание под стражей является серьёзной проблемой, судебная коррупция, неэффективность и вмешательство исполнительной власти подрывают надлежащую правовую процедуру. Полностью ограничена свобода слова, прессы и религии.

## Правовая основа
Ряд прав человека закреплён в конституции Йемена; также страна является участницей Арабской хартии прав человека и ряда договоров ООН о правах человека:
| Основные документы ООН | Участие Йемена          |
| Международная конвенция о ликвидации всех форм расовой дискриминации                                                                    | Присоединение в 1972 г. |
| Международный пакт о гражданских и политических правах                                                                                  | Присоединение в 1987 г. |
| Факультативный протокол к Международному пакту о гражданских и политических правах                                                      | Не подписан             |
| Второй Факультативный протокол к Международному пакту о гражданских и политических правах                                               | Не подписан             |
| Международный пакт об экономических, социальных и культурных правах                                                                     | Присоединение в 1987 г. |
| Конвенция о ликвидации всех форм дискриминации в отношении женщин                                                                       | Присоединение в 1984 г. |
| Факультативный протокол к Конвенции о ликвидации всех форм дискриминации в отношении женщин                                             | Не подписан             |
| Конвенция против пыток и других жестоких, бесчеловечных или унижающих достоинство видов обращения и наказания                           | Присоединение в 1991 г. |
| Факультативный протокол к Конвенции против пыток и других жестоких, бесчеловечных или унижающих достоинство видов обращения и наказания | Не подписан             |
| Конвенция о правах ребёнка | Ратификация в 1991 г.   |
| Факультативный протокол к Конвенции о правах ребёнка, касающийся участия детей в вооружённых конфликтах                                 | Присоединение в 2007 г. |
| Факультативный протокол к Конвенции о правах ребёнка, касающийся торговли детьми, детской проституции и детской порнографии             | Присоединение в 2004 г. |
| Международная конвенция о защите прав всех трудящихся-мигрантов и членов их семей                                                       | Не подписана            |
| Конвенция о правах инвалидов | Ратификация в 2009 г.   |
| Факультативный протокол к Конвенции о правах инвалидов                                                                                  | Ратификация в 2009 г.   |